# Öland
Öland (včasih mednarodno zapisano Oland) je drugi največji švedski otok in najmanjša od tradicionalnih švedskih regij. Öland ima površino 1342 kvadratnih kilometrov in je v Baltskem morju tik ob obali Smålanda. Otok ima več kot 26.000 prebivalcev.
Od celine ga ločuje Kalmarski preliv in je z njo povezan s 6-kilometrskim mostom Öland, ki je bil odprt 30. septembra 1972. Okrajno središče Kalmar je na celini na drugem koncu mostu in je pomembno trgovsko središče, povezano z gospodarstvom Ölanda. Dve občini na otoku sta Borgholm in Mörbylånga, poimenovani po svojih občinskih sedežih. Velik del otoka so kmetijska zemljišča, z rodovitnimi ravninami, ki jim poleti pomaga milo in sončno vreme.
Öland nima ločenega političnega zastopanja na nacionalni ravni in je v celoti vključen v Švedsko kot del okrožja Kalmar.

## Uprava
Tradicionalne švedske regije ne služijo več upravnim ali političnim namenom, ampak še vedno obstajajo kot zgodovinske in kulturne entitete. Öland je del upravnega okrožja Kalmar (Kalmar län) in ga sestavljata dve občini, občina Borgholm in občina Mörbylånga. V kratkem obdobju med letoma 1819 in 1826 je obstajalo okrožje Öland; sicer je otok del okrožja Kalmar od leta 1634.

## Heraldika
Öland je leta 1560 prejel deželni grb, vendar je provinca šele v 1940-ih dobila svoj pravi grb. Grb, podeljen Ölandu, je bil pomešan z grbom, podeljenim Ålandu, in to je bilo odkrito šele v 20. stoletju. Medtem ko je Öland spremenil svoj grb, je Åland, ki je bil zdaj finska (avtonomna) provinca, ohranil svoj uveljavljeni, a prvotno nenamerni grb. Jelen naj bi simboliziral status Ölanda kot kraljevega lovskega parka, grb pa je okronan z vojvodsko krono. Grb: »Modra z zlatim jelenom, parkljast in nosi rogovje«.

## Zgodovina
Arheološki dokazi kažejo, da je bil otok Öland naseljen okoli leta 8000 pr. n. št., izkopavanja iz paleolitika pa kažejo na prisotnost lovcev in nabiralcev. V zgodnji kameni dobi so se naseljenci s celine preselili čez ledeni most, ki je povezoval otok čez Kalmarski preliv.
Dokazi o poseljenosti Ölanda se pojavljajo vsaj že leta 6000 pr. n. št., ko so bila v Albyju in na drugih lokacijah na otoku naselja iz kamene dobe. Grobišča iz železne dobe do vikinške dobe so jasno vidna v Gettlingeju, Hulterstadu in drugih krajih na obrobnem grebenu, vključno s kamnitimi ladjami. Na otoku je identificiranih devetnajst železnodobnih obročastih gradišč, od katerih je bilo le eno, Eketorp, v celoti izkopano in je prineslo več kot 24.000 artefaktov. Okoli leta 900 n. št. je Wulfstan iz Hedebyja otok imenoval Eovland, dežela Eovancev:
Nato smo po deželi Burgundcev na levi imeli dežele, ki so se že od nekdaj imenovale Blekingey, Meore, Eovland in Gotland, vse to ozemlje pa je podrejeno Sveonom; Veonodland [dežela Vendov] pa je bila vse do ustja Visle.
Vendar to ni prva omemba Eovancev. Še prej so plemena omenjena v anglosaški pesnitvi Widsith:
Oswin je vladal Eovancem

in Gefvulf Jutom,

Finn Folcvalding

Frizijski klan.

Sigar je najdlje vladal morskim Dancem.
Znanstveniki, kot sta Schütte in Kendrick, so poudarili, da je bilo prebivalce Ölanda verjetno še prej omenjenih leta 98 n. št., ko jih je Tacit imenoval Avioni:
Za Langobardi prihajajo Reudigni, Auiones, Angli, Warini, Eudoses, Suarines in Nuithones, vsi dobro varovani z rekami in gozdovi. Pri nobenem od teh plemen ni nič posebnega, razen če upoštevamo skupno čaščenje Nerthus, to je Matere Zemlje. Verjeli so, da jo zanimajo moške zadeve in so hodili med njimi. Na otoku v oceanskem morju je sveti gaj, kjer čaka sveti voz, pokrit z zaveso.
V švedski zgodovini je otok dolgo služil kot kraljevi park za divjad; Ottenby in Halltorp sta bila v srednjem veku izbrana s strani švedske krone kot kraljeva rezervata za divjad.

## Geografija
Öland je drugi največji otok Švedske in je bil v preteklosti razdeljen na eno samo mesto in pet härada.

### Mesta in vasi
- Alby
- Bläsinge
- Borgholm
- Gårdby
- Gettlinge
- Eriksöre
- Fagerum
- Färjestaden
- Hulterstad
- Köpingsvik
- Mörbylånga
- Norra Möckleby
- Öjkroken
- Ottenby
- Seby
- Segerstad
- Södra Sandby
- Stenåsa

### Härada
- Åkerbo Härada
- Algutsrum Härada
- Gräsgård Härada
- Möckleby Härada
- Runsten Härada
- Slättbo Härada

### Dejstva
- Najvišji hrib: Högsrum, 55 m
- Največje jezero: Hornsjön[7]
- Dolžina: 137 km
- Širina na najširšem delu: 16 km

## Podnebje
Öland ima polkontinentalno oceansko podnebje s precejšnjimi temperaturnimi razlikami med poletjem in zimo. Obstajata dve glavni vremenski postaji, ena je na severnem robu in druga na južnem robu. Kljub bolj severni zemljepisni širini je severni rob Ölanda veliko milejši od južnega, saj se zrak čez dan segreva nad večjimi okoliškimi kopnimi površinami, ponoči pa ohranja močne morske značilnosti. Prav tako je bolj reprezentativen za splošno podnebje otoka, saj je le skrajni jug na ozkem polotoku veliko hladnejši.

## Okolje
Prevladujoča okoljska značilnost otoka je Stora Alvaret, apnenčasta planota, ki je habitat številnih redkih in ogroženih vrst. Prva znana znanstvena študija biote Stora Alvareta se je zgodila leta 1741 ob obisku Linnéja. Podlaga je v glavnem kambrijski peščenjak in aluminijev roženec ter ordovicijski apnenec, ki datira iz obdobja pred približno 540 do 450 milijoni let. Kambrijski trilobit Eccaparadoxides oelandicus je poimenovan po otoku.
Öland ima obodno cesto, Route 136. Leta 2011 je podjetje Gripen Gas vložilo zahtevo za testno vrtanje zemeljskega plina na Ölandu. Zahtevo je odobrila Bergsstaten, vladna agencija, odgovorna za obravnavanje geoloških vprašanj v zvezi z iskanjem. Odobritev je bila deležna kritik na občinski in okrožni upravni ravni, kjer so navajali, da bi lahko številne razpoke v apnenčasti skalni podlagi povzročile onesnaženje podtalnice zaradi iskanja plina.

### Pomembno območje za ptice
Vzhodno obalo Ölanda, vključno z njenimi pašniki, močvirji, krednimi pečinami in peščenimi sipinami, je organizacija BirdLife International razglasila za 30.000 ha veliko pomembno območje za ptice (IBA), ker podpira vrsto vodnih ptic, plojkokljunov pobrežnikov in čiger ter gnezdenje belorepcev.

## Kultura
Grad Borgholm je bil zgrajen med letoma 1669 in 1681 za kraljico Hedvigo Eleonoro, zasnoval pa ga je Nikodem Tessin starejši. V njegovi bližini stoji palača Solliden, poletni dom kraljeve družine.
Apnenčasta planota južnega Ölanda, znana kot Stora Alvaret, je bila vpisana na seznam svetovne dediščine UNESCO. Značilnosti so številne redke vrste, prazgodovinska najdišča, kot sta Gettlinge in Eketorp, številni stari leseni mlini na veter, ki so ostali, nekateri od njih izvirajo iz 17. stoletja, in posebna geološka pokrajina alvarjev.
Že desetletje Öland vsako leto oktobra organizira festival žetve, imenovan Skördefesten. V okviru tega dogodka se otoški kmetje zberejo s kmeti iz preostale države in prodajajo svoje pridelke, tistim, ki jih to zanima, pa omogočijo sodelovanje v vsakdanjem življenju na njihovih kmetijah, med drugim. Med Skördefestnom je na ogled tudi veliko umetniških razstav, zlasti med umetniško nočjo Konstnatten.
Romantični pesnik Erik Johan Stagnelius se je rodil leta 1793 v župniji Gärdslösa na Ölandu in tam živel do 16. leta. O otoku je napisal več pesmi. Med sodobnejšimi pisatelji, ki živijo na Ölandu ali pišejo o njem, so romanopiska Margit Friberg (1904–1997), pesnica Anna Rydstedt (1928–1994), romanopiska Birgitta Trotzig (1929–2011), pesnik Lennart Sjögren (1930–), otroška romanopiska Eva Bexell (1945–), pesnik Tom Hedlund (1945–), romanopisec Johan Theorin (1963–), pesnik in romanopisec Magnus Utvik (1964–) in romanopisec Per Planhammar (1965–).